# Kirill Babitzin
Kirill Babitzin ps. Kirka (ur. 22 września 1950 w Helsinkach, zm. 31 stycznia 2007 w Helsinkach) – fiński piosenkarz popularny szczególnie w latach 80. i 90. XX wieku, reprezentował swoją ojczyznę między innymi na Konkursie Piosenki Eurowizji w 1984 r. w Luksemburgu, kiedy piosenką „Hengaillaan” wywalczył dziewiąte miejsce.
Debiutował w różnych zespołach, pierwszym jego solowym sukcesem był przebój „Hetki iyö” z 1967 r. Po festiwalu Eurowizji, w 1988 r., wypromował jedną z najpopularniejszych hitów ostatniej dekady XX wieku – „Surun pyyhit silmistäni”.
W latach 1981 i 2000 Kirka otrzymał nagradzany Emmy dla najlepszego wykonawcy w swoim kraju, na swoim koncie miał 27 płyt długogrających.

## Nagrody i wyróżnienia
| Rok  | Kategoria    | Tytułem | Nagroda    | Nota | Źródło |
| ---- | ------------ | ------- | ---------- | ---- | ------ |
| 1984 | Miessolisti  | Kirka   | Emma-gaala | Laur | [ 1 ]  |
| 1991 | Erikois-EMMA | Kirka   | Emma-gaala | Laur | [ 2 ]  |
| 2000 | Miessolisti  | Kirka   | Emma-gaala | Laur | [ 3 ]  |